# Cholula (argentinismo)
Cholula —y su equivalente masculino, cholulo— es una palabra de habla coloquial en Argentina que, usada como sustantivo, significa ‘admirador de los integrantes de la farándula’ y, por extensión, ‘persona que busca relacionarse con famosos y vive obsesionada por conocer sus vidas privadas’ en tanto que como adjetivo se usa en el sentido de persona «frívola», «superficial»; de allí derivó la palabra cholulismo referida a la admiración excesiva por personajes de fama. Su origen es una historieta ideada por el periodista Mariano de la Torre Carlés y el dibujante Oscar Blotta y recreada más adelante por el dibujante Toño Gallo, cuyo personaje era una joven bautizada Cholula que tenía esas condiciones. Joaquín Sabina en su canción Aves de paso menciona «A la intrépida cholula argentina,/ que en el corazón con tinta china/ me tatuó “peor para el sol”».

## La historieta y el personaje que dan origen al término
En abril de 1956 la revista dedicada al deporte llamada La Cancha, cuyo propietario era Enrique Frigerio, inició una nueva etapa y pasó a ser La Nueva Cancha. Estaba dirigida por Mariano de la Torre Carlés, un periodista barcelonés más conocido por el seudónimo de Dante de Palos que había estado vinculado con el semanario de historietas Patoruzu desde sus inicios, teniendo a su cargo, entre otras, las secciones Yo me hago el artículo, La radio en broma y Lalo Garramendia. Como parte de la renovación creó junto con el dibujante Oscar Blotta la historieta Cholula, loca por los cracks, que se mantuvo por dos años sin mayor trascendencia.
El primer canal de televisión comenzó a transmitir en Argentina en 1951 y para 1958 todavía era el único aunque había aumentado el número de televisores en funcionamiento; la Revista Canal TV, dedicada exclusivamente a los programas de televisión, tiraba por aquella época trescientos mil ejemplares semanales y a su director propietario De la Torre se le ocurrió incorporarle aquella historieta adaptando el título a la índole de la nueva publicación como Cholula, loca por los astros. Confió el dibujo del personaje a Toño Gallo, y los guiones al otro director, Juan Ángel Sagrera, que además de haber sido su compañero de trabajo en Patoruzú compartía en ese momento con De la Torre la realización en la revista Radiolandia de la historieta Tatalo busca una estrella. En cada entrega Cholula aparecía persiguiendo a los personajes de la farándula en busca de un comentario, un autógrafo o una fotografía.
El nuevo guionista habría tenido como fuente de inspiración a Adela Montes, una joven nacida el 6 de septiembre de 1928 vivía en un conventillo con su mamá —empleada doméstica— y su papá —taxista— más tres hermanos en el Barrio Norte de Buenos Aires, por entonces una zona de conventillos y viviendas de clase media, que con el tiempo fue subiendo el nivel económico de sus edificios y habitantes hasta ser identificado como sinónimo de clase acomodada. Adela, que trabajó desde las 12 años y estudió dactilografía y taquigrafía de noche,  se mantenía al tanto de las noticias sobre los artistas de moda de cine y radio de los que era fanática,  y los esperaba junto con sus amigas en las puertas de las radioemisoras —vivía a pocas cuadras de Radio Splendid—, de los cines en las funciones de avant première y hasta en las de locales donde se realizaban fiestas, para pedirles autógrafos e intercambiar comentarios. Más adelante, por idea de Mendy, la periodista hermana de Elina Colomer, el grupo formó un club llamado CADA: Cazadoras Argentinas de Autógrafos, mediante el cual chicas de todo el país intercambiaban cartas, fotografías y autógrafos y tuvieron un programa radiofónico, Autógrafos en el aire, que se emitía por Radio Libertad donde trabajaban gratuitamente y también tuvieron una página en la revista Mundo Radial. El grupo también pedía autógrafos a artistas que en ese momento eran de segunda línea, como a Jorge Luz, y contribuían a su difusión pues así los conocían las chicas que hacía menos tiempo que acudían a la caza de artistas. Cada semana Toño Gallo las veía en la redacción y conversaba con el grupo sobre qué había sucedido, para plasmarlo en la historieta; Gallo falleció tras una cirugía del corazón, el 1 de mayo de 1965 y Marcial Frugoni fue el nuevo guionista. La historieta se publicó en forma ininterrumpida desde 1958 a 1968 y Revista Canal TV continuó con gran circulación, por otra parte, Lili Gen encarnó al personaje en el programa Los Casi Casi Chiflados, que a principios de la década de 1960 tuvo gran éxito en Radio Splendid.
De tanto pedir autógrafos llegaron a ser reconocidas por algunos artistas así como por algunos periodistas  con los que intercambiaban informaciones. En su relación con los artistas respetaban ciertas normas: pedían con una sonrisa, no los tocaban ni les telefoneaban, ni tocaban el timbre de sus casas, era respetuosa, nunca se sintieron molestados; esas estrellas estaban más cercanas y más dispuestas a tratar con el público, llegaban a las radios con anticipación y se quedaban en la puerta para charlar antes y después de los ensayos y audiciones. Las jóvenes no solamente pedían el autógrafo sino que preguntaban por su familia, por sus mascotas. En esa época los medios especializados tenían un culto reverencial por las figuras, no publicaban noticias que supieran que los interesados no querrían divulgar ni inventaban noticias. Con el tiempo, Adela Montes Fue una de las fundadoras de la Asociación de Periodistas de la Televisión y la Radiofonía Argentina.

## La palabra "cholulo" y su uso en la actualidad
Hasta que se difundió la historieta se usaba en Argentina la palabra fan -expresión inglesa para indicar un aficionado, entusiasta, y por extensión, admirador exacerbado de algún personaje destacado, generalmente en el arte o en el deporte- pero la popularidad de Cholula fue tal que los fanes pasaron a llamarse cholulos, naciendo el cholulismo.